# John Whitesell
John Patrick Whitesell Jr. (* 2. Dezember 1953 in Iowa Falls im Hardin County von Iowa) ist ein US-amerikanischer Filmregisseur und Filmproduzent. Er hat in zahlreichen Filmen und Fernsehserien Regie geführt und den Film Blendende Weihnachten auch produziert.

## Leben und Karriere
Whitesell ist der Sohn von Patricia und John Patrick ‚Jack‘ Whitesell. Er hat fünf Brüder, von denen zwei ebenfalls in der Filmbranche arbeiten. Whitesell stammt aus Iowa Falls und besuchte von 1972 bis 1976 das Simpson College, bevor er nach New York City zog, um am Circle in The Square Schauspiel und Regie zu studieren. In seiner Zeit als Regisseur schuf er neben zahlreichen Serienepisoden auch die weihnachtliche Filmkomödie Blendende Weihnachten (2006) sowie die Komödienfilme Big Mama’s Haus 2 (2006) und Big Mama’s Haus – Die doppelte Portion (2011). Ein weiterer Film von Whitesell ist die romantische Komödie Holidate von 2020, in der die von Emma Roberts und Luke Bracey verkörperten Singles sich zusammentun, um an Feiertagen nicht allein sein zu müssen.
Whitesell ist seit 1999 mit Jolie Barnett verheiratet. Das Paar hat zwei Kinder. Zuvor war er mit Emily Whitesell verheiratet. Das geschiedene Paar hat ein Kind. Whitesell und Barnett sind Mitglieder der Glaubensgemeinschaft Kehillat Israel.

## Filmografie (Auswahl)
- 1983–1985: Springfield Story (9 Folgen Produzent und Regie)
- 1986: Search for Tomorrow (1 Folge Produzent)
- 1986–1989: Another World (7 Folgen Regie, 83 Folgen Produzent)
- 1996–2000: Cosby (41 Folgen Regie, 3 Folgen Produzent)
- 1998: Damon (10 Folgen Regie, 7 Folgen Produzent)
- 1989–1990: Mit Herz und Scherz (7 Folgen Regie)
- 1989–1990: Doctor Doctor (12 Folgen)
- 1999–2001: Irgendwie L.A. (6 Folgen)
- 2001: Men, Women & Dogs (Regie und Produzent Pilotfolge)
- 2002: House Blend
- 2003: Malibu’s Most Wanted
- 2003: Old School
- 2004: Humor Me
- 2006: Blendende Weihnachten (Regie und Produzent)
- 2006: Big Mama’s Haus 2
- 2011: Big Mama’s Haus – Die doppelte Portion
- 2014: Hot in Cleveland (6 Folgen)
- 2014–2015: Das Leben und Riley (6 Folgen)
- 2020: Holidate